# Verändere dein Bewusstsein
Verändere dein Bewusstsein: Was uns die neue Psychedelik-Forschung über Sucht, Depression, Todesfurcht und Transzendenz lehrt (englischer Originaltitel: How to Change Your Mind: What the New Science of Psychedelics Teaches Us About Consciousness, Dying, Addiction, Depression, and Transcendence, Erstveröffentlichung 2018), ist ein Buch von Michael Pollan aus dem Jahr 2018. Es beschreibt die lange und reiche Geschichte psychedelischer Drogen, von ihrer turbulenten Blütezeit in den 1960er Jahren bis hin zu den daraus resultierenden Gegenbewegungen und Rückschlägen. Durch seinen Bericht über die jüngste Renaissance dieses Forschungsgebietes sowie durch seine persönlichen Erfahrungen mit Psychedelika, dargestellt in einem „mentalen Reisebericht“, versucht Pollan, nicht nur die Wirkungsweise der Drogen selbst, sondern auch das Innenleben des menschlichen Geistes und Bewusstseins zu beleuchten. Im Jahr 2022 erschien eine Dokumentarserie auf Netflix zu dem Buch.

## Rezeption

### Deutschland
Michael Lange schrieb in einer Buchkritik im Deutschlandfunk Kultur: „Der Journalistik-Professor Michael Pollan ist skeptisch gegenüber allerlei New-Age-Phrasen. Als neugieriger Beobachter erkundet er ohne Scheuklappen, aber mit viel Bodenhaftung eine noch weitgehend unerforschte Welt zwischen Natur, Chemie und Mystik.“ Er habe sich mit Menschen getroffen, die unter dem Einfluss psychedelischer Substanzen unterschiedlichste Erfahrungen sammelten. Ihre Beschreibungen des Erlebten seien jedoch wolkig und nichtssagend geblieben.

### Ausland
Kevin Canfield vom San Francisco Chronicle schrieb: „In ‚How to Change Your Mind‘ untersucht Pollan die weit verbreitete Geschichte dieser oft missverstandenen Substanzen und berichtet über die klinischen Studien, die suggerieren, dass Psychedelika bei Depressionen, Sucht und der Angst, die mit unheilbaren Krankheiten einhergeht, helfen können. Er tut dies in der luftigen Prosa, die seine früheren Bücher The Omnivore's Dilemma und Cooked, die Inspiration für seine erfolgreichen Netflix-Dokumentationen mit dem gleichen Namen Bestseller, umfasst.“
Jacob Sullum von Reason gab dem Buch eine allgemein positive Rezension, bemängelte jedoch, dass Pollan die Selbstdarstellung Timothy Learys als Grund für die Einstellung vielversprechender wissenschaftlicher Studien über Psychedelika nennt, ohne den Anteil, den Politiker und Journalisten daran hatten, anzuerkennen.
Das New York Times Book Review nannte Verändere dein Bewusstsein eines der besten Bücher von 2018.

## Ausgaben
- Michael Pollan: How to Change Your Mind: What the New Science of Psychedelics Teaches Us About Consciousness, Dying, Addiction, Depression, and Transcendence. Penguin Press, London 2018; ISBN 978-1-59420-422-7 (englisches Original)
- Michael Pollan: Verändere dein Bewusstsein. Was uns die neue Psychedelik-Forschung über Sucht, Depression, Todesfurcht und Transzendenz lehrt. Kunstmann Verlag, München 2019; ISBN 978-3-95614-288-8 (übersetzt von Thomas Gunkel)